# Животворящ източник (Головраде)
„Животворящ източник“ (на гръцки: Ζωοδόχου Πηγής) е православна църква, разположена в бившето село Головраде (Скиеро), дем Хрупища, Гърция. Храмът е част от Костурската епархия.

## Местоположение
Храмът е разположен в северните склонове на планината Одре, западно от Осничани (Кастанофито) и източно от Езерец (Петропулаки).

## История
През Гражданската война в Головраде е разположен щаб на Демократичната армия на Гърция и във войната селото е напълно унищожено от гръцката армия, като е запазена единствено църквата.
На камък в стената е изписано 1826 или 1866 година. В църквата се извършва служба веднъж в годината на Светли петък – Пресвета Богородица Животворящ (Живоприемен) източник. В нея е запазена и ценна икона Света Богородица Луврадска, прибрана по-късно от жители на Забърдени (Мелантио) или Езерец. Златният кръст на иконостаса е откраднат и е заменен с дървен. Църквата обаче изгаря през 90-те години на XX век от настанили се в нея албански емигранти, които вероятно в опит да се стоплят са я опожарили. По-късно покривът на храма е възстановен.